# Candidiasi esofagea
La candidosi (o candidiasi) esofagea è una grave forma di infezione fungina dell'apparato digerente. La Candida albicans è infatti un fungo (o micete) che fa parte normalmente della comune flora presente nelle nostre mucose, cioè sta nella bocca, nell'intestino, nella vagina. Normalmente le nostre difese immunitarie ne impediscono l'eccessivo sviluppo, ma quando queste vengono meno a causa di malattie croniche, diabete, tumori, terapie cortisoniche prolungate ecc... si può assistere ad una esagerata moltiplicazione di questo micete che porta quindi all'infezione delle mucose.
Nell'apparato digerente la forma più comune è quella orofaringea (detta anche mughetto); l'invasione dell'esofago è invece una forma molto più grave che indica un notevole calo delle difese immunitarie e si riscontra frequentemente nei malati di AIDS. All'esame endoscopico si apprezzano delle lesioni biancastre che verniciano tutta la mucosa dell'esofago e provocano forte dolore nella deglutizione arrivando a ridurre o ad impedire del tutto l'alimentazione.